# Église Saint-Pierre de Foulognes
Pour les articles homonymes, voir Église Saint-Pierre.
L'église Saint-Pierre est une église catholique située à Foulognes, en France. Datant des XIIe et XIIIe siècles, elle est inscrite au titre des Monuments historiques.

## Localisation
L'église est située dans le département français du Calvados, à l'ouest du territoire de Foulognes.

## Architecture
L'édifice est inscrit au titre des Monuments historiques depuis le 21 mai 1927.

## Mobilier
Un bas-relief et de deux calices sont inscrits à titre d'objets,.